# Exploitation agricole à responsabilité limitée
Pour les articles homonymes, voir EARL.
L’exploitation agricole à responsabilité limitée (EARL) est un statut d’entreprise spécialisée dans l’exploitation agricole de droit français. Cette entreprise à responsabilité limitée se crée avec un capital minimum de 7 500 € et entre 1 et 10 associés. En 2000, il en existait 55 925 en France.

## Associés
Les associés d'une EARL sont obligatoirement des personnes physiques.
50 % du capital au moins doit être détenu par un ou plusieurs associés participant effectivement à l’exploitation ; on parle en pratique d'associés exploitants, par opposition aux associés simples apporteurs en capital ne participant pas à cette activité, qualifiés d'associés non exploitants.

## Gérant
L'EARL est dirigée par un ou plusieurs gérants ; un gérant d'EARL est obligatoirement un associé exploitant ; il est nommé soit dans les statuts - on parle alors de gérant statutaire - soit par une délibération ultérieure. Le gérant doit avoir la capacité d’accomplir des actes juridiques et ne pas être atteint d’incompatibilités. La société est engagée par tous les actes faits par le gérant y compris ceux qui n’entrent pas dans le cadre de l’objet social. Les statuts peuvent aussi désigner plusieurs gérants et répartir les pouvoirs entre eux. 
Le gérant peut être révoqué par les associés représentant plus de la moitié des parts. Sa révocation ne peut être prononcée que pour de justes motifs (faute de gestion, infraction aux lois… par exemple) sous peine de dommages-intérêts.
Cela permet à un exploitant seul et détenant 100 % du capital de séparer le patrimoine professionnel du privé.
La responsabilité des associés est limitée à leurs apports : leur capital privé est de ce fait protégé.
Cela permet dans le cas d'un seul associé exploitant avec des associés non exploitants :
- de limiter la reprise de capital ;
- une reprise progressive de capital ;
- de maintenir un complément de revenus aux parents ayant conservé une partie de capital.

Cela permet de s’installer :
- entre époux ;
- avec ses parents, ses enfants, ses petits-enfants, ses frères et sœurs ou tout autre cédant proche de la retraite.

## Régime fiscal
L'EARL est en principe soumise à l'impôt sur le revenu (IR).
L'EARL peut toutefois opter pour l'impôt sur les sociétés (IS) ; cette option est irrévocable : pour cette raison, elle est rarement exercée dans les sociétés agricoles, dont l'activité a pour particularité de générer un chiffre d'affaires qui peut connaître de très fortes fluctuations.  

## Sécurité sociale
Le régime de protection sociale des associés exploitants de l'EARL est celui des exploitants agricoles ; ils cotisent à la MSA. Ils sont donc des travailleurs non salariés.